# Yves Cochet

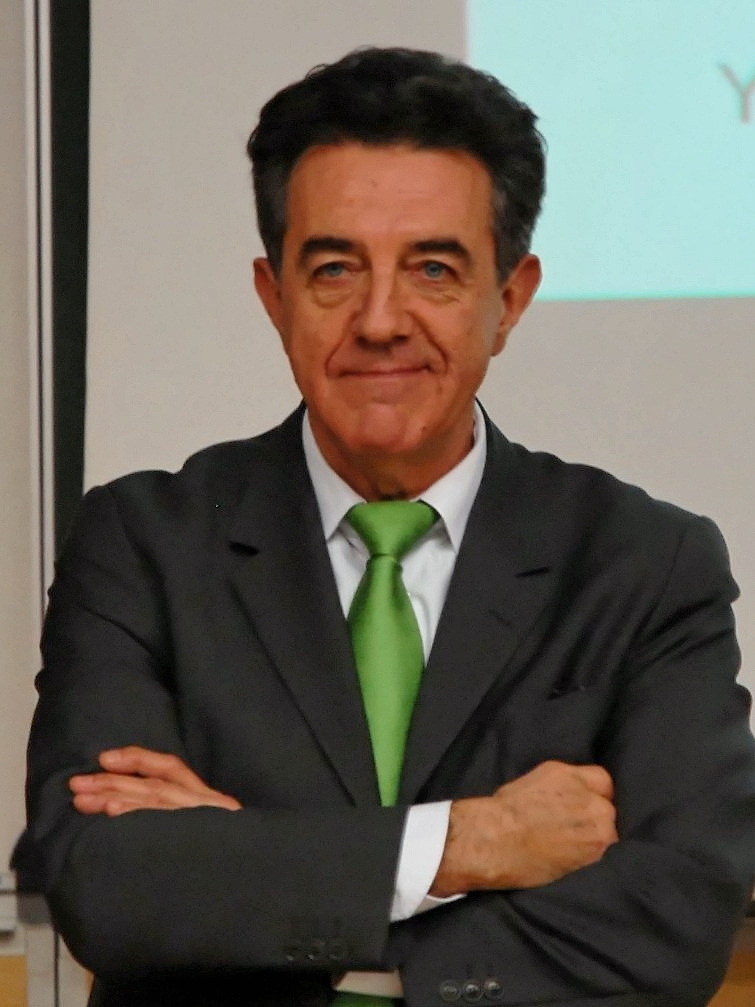
Yves Cochet (2007)

Yves Cochet (* 15. Februar 1946 in Rennes) ist ein französischer Politiker und Mitglied der Partei Europe Écologie-Les Verts (Europa Ökologie-Die Grünen). Er war ab dem 16. Juni 2002 Abgeordneter der französischen Nationalversammlung für das 11. Arrondissement in Paris. Ab dem 7. Dezember 2011 war er als Nachrücker Mitglied des Europäischen Parlaments (7. Wahlperiode bis 2014). Sein Sitz in der Nationalversammlung bleibt bis zur nächsten Wahl unbesetzt.
Cochet gehörte der Fraktion der Grünen/Freie Europäische Allianz an.
Er war Mitglied im Ausschuss für Umweltfragen, öffentliche Gesundheit und Lebensmittelsicherheit und in der Delegation für die Beziehungen zu Indien. Stellvertreter war er im Ausschuss für Industrie, Forschung und Energie.

## Leben
Nach seinem Mathematikstudium wurde Yves Cochet 1969 wissenschaftlicher Mitarbeiter am Institut national des sciences appliquées (INSA) in Rennes und verteidigte im Juni 1971 seine Doktorarbeit in Mathematik. Er trat während seines Hochschulstudiums der Studentenvereinigung Unef und in den 70er Jahren während des Atomstreites den bretonischen Umweltorganisationen „Bretagne vivante“ und „Eaux et rivières de Bretagne“ bei.
1973 trat er weiterhin den Friends of the Earth bei und gründete 1977 die Ortsgruppe der Organisation in Rennes. Später unterstützte er aktiv die Kandidatur des späteren Umweltministers Brice Lalonde in den Präsidentschaftswahlen 1981 (3,88 % der Stimmen).
1984 war er Gründungsmitglied der französischen Grünen und dort Mitglied beim Conseil national inter-régional (nationaler interregionaler Rat). 1984 bis 1986 und erneut 1992 bis 1997 war er Sprecher der Partei.
Im März 1989 wurde er zum Gemeinderat von Rennes und im Juni des gleichen Jahres zum Europaabgeordneten gewählt. 1997 wurde er Abgeordneter in der Nationalversammlung Frankreichs und deren Vizepräsident.
Im Jahr 2001 löste er im Kabinett Jospin die Ministerin für Umwelt und Raumplanung Dominique Voynet ab. Im Juni des Folgejahres wurde er im 11. Wahlkreis von Paris zum Abgeordneten der Nationalversammlung gewählt.
Am 18. Juli 2006 verlor er die Abstimmung zur Aufstellung als Kandidat der Grünen für die Präsidentschaftswahlen im dritten Wahlgang gegen Dominique Voynet.
2011 gründete er u. a. mit der Journalistin Agnès Sinaï den Thinktank Institut Momentum, der sich der ökologischen Transformation in der Perspektive von einem möglichen Zusammenbruch der Zivilisation widmet. Seit 2014 ist er Vorsitzender des Vereins.
Im Rahmen der Metoo-Kampagne nach dem Weinstein-Skandal wurde bekannt, dass Cochet an eine Mitarbeiterin eines anderen Abgeordneten eine unsittliche Textnachricht schrieb.

## Werke
- Yves Chochet, Agnès Sinaï: La Terre en otage. Ed. Fayard, Paris 1975, ISBN 2-213-61701-5.
- Yves Chochet, Agnès Sinaï: Sauver la Terre. Ed. Fayard, Paris 2003, ISBN 2-213-61701-5.
- Yves Chochet: Pétrole apocalypse. Ed Fayard, Paris 2005, ISBN 2-213-62204-3.